# Rustavi
Rustavi (tiếng Gruzia: რუსთავი) là một thành phố ở đông nam Gruzia. Thành phố này thuộc vùng Kvemo Kartli, dân số năm 2009 là 117.400 người. Thành phố có cự ly 25 km về phía đông nam thủ đô Tbilisi, bên sông Kura. Nhà máy luyện kim Rustavi là cơ sở kinh tế nổi bật ở thành phố này.

## Lịch sử
Rustavi là một trong những thị trấn cổ của Georgia. Lịch sử Rustavi có hai giai đoạn: thời kỳ tiền sử cho đến khi thành phố bị phá hủy ở thế kỷ 13 và lịch sử hiện đại từ thời kỳ Soviet đến hiện tại.

### Thời tiền sử
Nền tảng Rustavi có từ time immemorial. Nhà biên niên sử Georgian thế kỷ 11, Leonti Mroveli trong tác phẩm "Georgian Chronicles" liên kết nền tảng của thành phố đến Kartlos, eponymous ancestor của Georgians, vợ của ông thành lập thành phố dọc sông Kura có tên Bostan-Kalaki (lit. "thành phố của những khu vườn"). Nhà biên niên sử cùng thời, trong tác phẩm “Cuộc đời của các vị Vua”, đề cập đến thị trấn Rustavi là một trong những thành phố chống lại quân đội của Alexander Đại đế, cho dù Alexander chưa bao giờ đánh chiếm Iberia. Rustavi được đề cập là một trong những thị trấn cổ Uplistsikhe, Urbnisi, Mtskheta và Sarkineti. Có thể ước đoán rằng Rustavi là một thành phố được tìm thấy ít nhất vào khoảng thời gian thế kỷ thứ 5th–4th B.C. Ngoài các ghi chép còn sót lai, các cuộc khai quật lâu đài Rustavi chứng minh đây là một trung tâm chính trị và hành chánh quan trọng vùng Iberia. Cuối thế kỷ 4 A.D Trdat xứ Iberia đã cho xây một nhà thờ và một con kênh ở Rustavi.

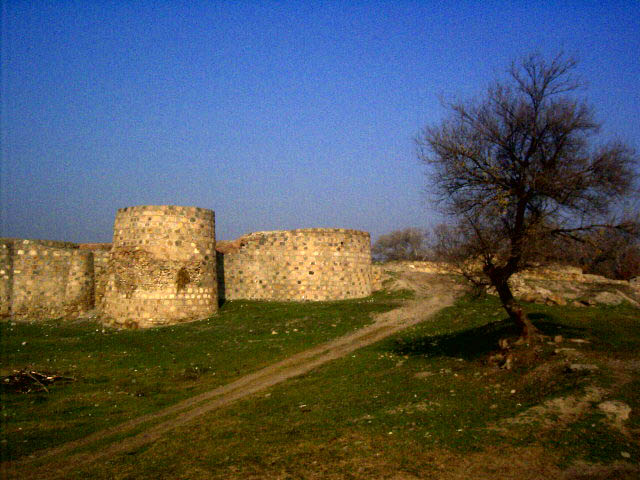
Pháo đài Rustavi

Trong thời kỳ Vakhtang I of Iberia trị vì (thế kỷ thứ 5) Rustavi đóng vai trò quan trọng trong đời sống chính trị của Vương quốc Iberia. Đầu thế kỷ thứ 6, vào năm 503, Đế quốc Sasan chinh phục Iberia và biến nơi đây thành một tỉnh Ba Tư được cai trị bởi một marzpan (tỉnh trưởng). Tuy nhiên, các cuộc phản công của Hoàng đế Byzantine Heraclius vào năm 627 và 628 mang lại chiến thắng trước người Ba Tư và tạo quyền bá chủ Byzantine ở Georgia, cho đến khi người Arab xâm chiếm. Cuộc phản kháng chống lại sự cai trị của người Ả Rập lãnh đạo bởi Principality của Kakheti, và sau đó là việc thành lập Vương quốc Kakhetian, và vị vua Kvirike III Đại đế được tước hiệu Eristavi (duke) ở Rustavi. Khi Kvirike băng hà, Kakheti tạm thời được sát nhập vào Vương quốc Georgia. Ngay sau khi người Ả Rập bị đánh bại, vào năm 1068 Georgia lại bị Turk-Seljuks xâm chiếm từ Trung Á, dưới quyền chỉ huy của Sultan Alp Arslan. Đã xảy ra một trận quyết đấu giữa vua Bagrat IV of Georgia và Seljuks, trong đó Bagrat bị đánh bại và kết quả là vua Kakheti giành được độc lập và thiết lập mối liên minh Turkish-Seljuks để giữ vững nền tự chủ. Sau khi Seljukid xâm chiếm Georgia, các lực lượng đồng minh chiếm giữ Tbilisi và Rustavi và giao nơi này cho tiểu vương quốc Tbilisi. Trong thời gian này Rustavi suy tàn, kinh tế bị phá hủy và do vị trí chiến lược của nó nên vẫn còn tồn tại một pháo đài vững chắc trong tay tiểu vương quốc hồi giáo Tbilisi. Năm 1069 Bagrat IV đánh bại tiểu vương Fadlun và chiếm pháo đài Rustavi, Partskhisi và Agarani. Trong các chiến dịch chống Seljuk lãnh đạo bởi David IV Rustavi đóng một vai trò quan trọng trong việc trấn giữ biên giới phía nam Georgia. Rustavi cuối cùng bị phá hủy khi Timur xâm lược Georgia.

### Lịch sử hiện đại

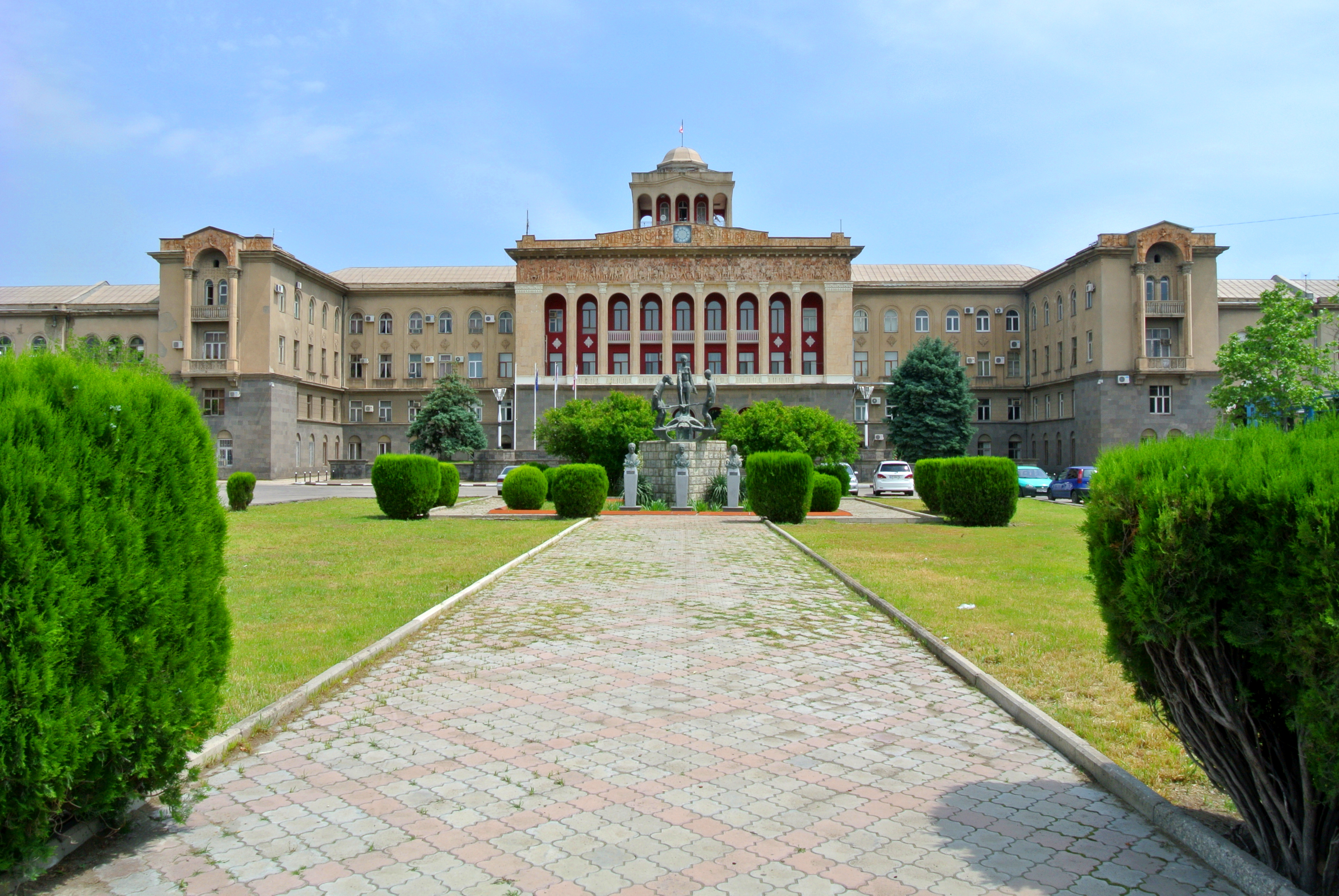
Head office of Rustavi Steel Works

Rustavi được xây dựng trở thành trung tâm công nghiệp trong thời kỳ Soviet. Sự phát triển của Rustavi là một phần của kế hoạch tăng tốc công nghiệp hóa của Joseph Stalin, và bao gồm các nhà máy sắt thép, hóa chất và một trạm hỏa xa quan trọng trên tuyến đường sắt Tbilisi–Baku. Rustavi là nơi có gần 90 nhà máy công nghiệp lớn và vừa.
Trái tim của mọi hoạt động của thành phố là Nhà máy Luyện kim Rustavi, được xây dựng trong khoảng thời gian 1941–1950 để xử lý quặng sắt từ Azerbaijan gần đó. Stalin mang đến đây các công nhân từ nhiều vùng khác của Georgia, đặc biệt từ các tỉnh nông thôn nghèo phía Tây Georgia. Rustavi trở thành trung tâm công nghiệp chủ yếu của vùng Transcaucasus. Hoạt động công nghiệp mỏ rộng sang các lĩnh vực sản xuất sản phẩm thép, xi măng, hóa chất và sợi tổng hợp.

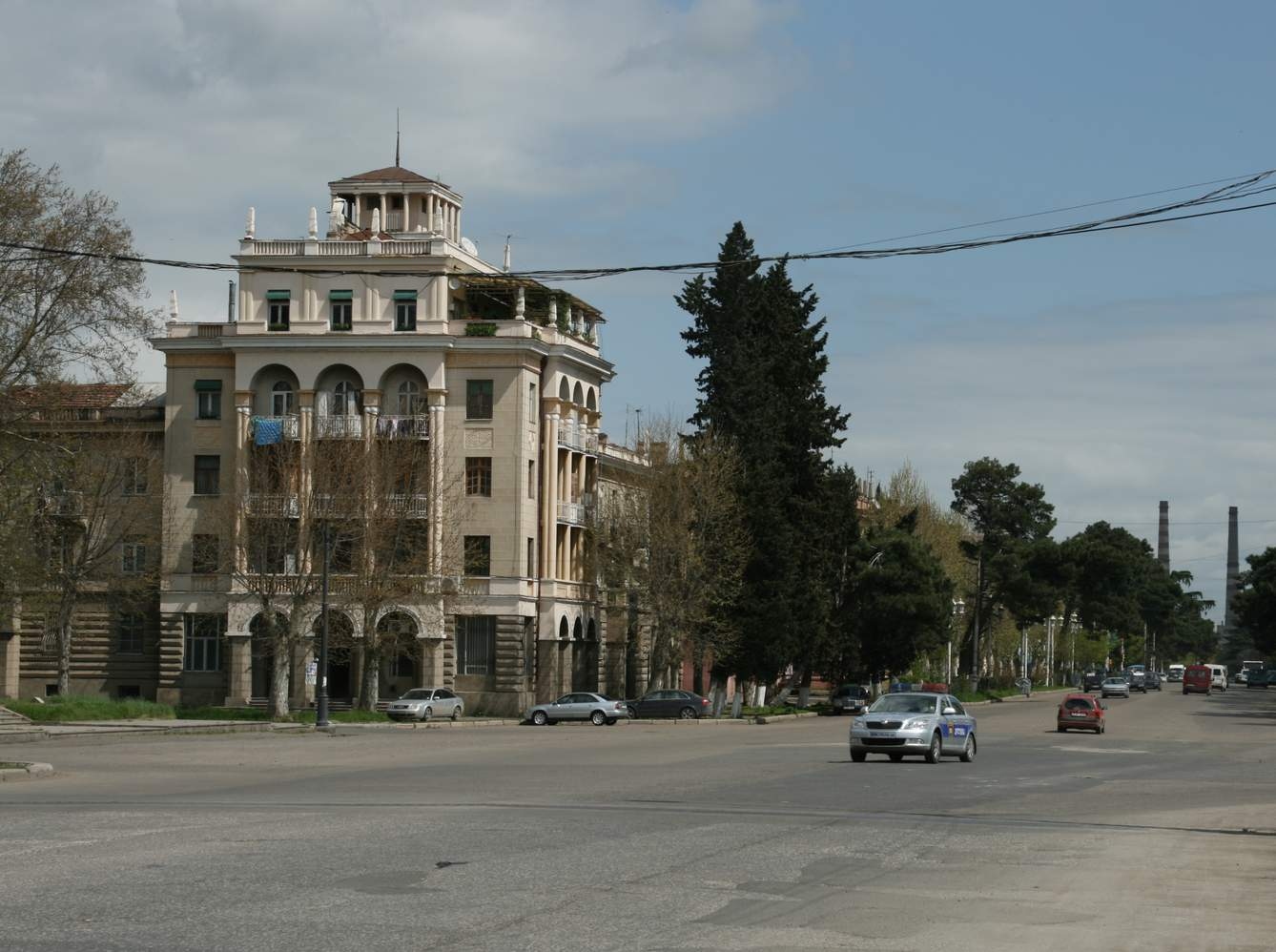
Đường Kostava, Rustavi

Historic Bulding in City Centre

Tháng 5 năm 1944 là mốc thời gian quan trọng trong lịch sử hiện đại của Rustavi. Các nhà địa lý bắt đầu khảo sát mẫu đất nơi mà nhà máy luyện kim sẽ được xây dựng. Khu vực này gần như là vùng đất trống, chỉ có vài nhà nghỉ và đầm lầy, nhiều người đã đến Rustavi, từ nhiều vùng khác của Georgia. Tờ báo đầu tiên xuất bản vào ngày 30 tháng 8 năm 1944. Tờ báo có tên “Metallurgiisatvis” (có nghĩa "Cho Metallurgy" trong tiếng Georgia).
Rustavi thường xuyên tổ chức các buổi tiệc nồng ấm khi nhiều người nhập cư đến thành phố mỗi ngày. Năm 1948 những con đường đầu tiên được “đặt tên” ở Rustavi. Con đường đầu tiên được đặt theo tên Đoàn Thanh niên Cộng Sản,  con đường thứ hai đặt tên then những người xây dựng Rustavi, và thứ ba là tên cổ của thành phố Bostan-Kalaki.
Ngày 19 tháng 1 năm 1948, một sắc lệnh của Tối cao Soviet tuyên bố Rustavi là một thành phố quan trọng của Cộng Hòa Xã hội Chủ nghĩa Georgia. Ngày 27 tháng 4 năm 1950, toàn bộ thành phố tổ chức mừng mẻ thép đầu tiên của Georgia được sản xuất. 
Các tù nhân chiến tranh Đức bị bắt trong Thế chiến II bị đưa đi xây dựng thành phố Rustavi. Rustavi hiện đại được chia làm hai phần—Dzveli Rustavi (Rustavi cựu) và Akhali Rustavi (Tân Rustavi). Cựu Rustavi gắn liền với kiến trúc Stalinist trong khi Tân Rustavi được ngự trị bởi các block chung cư thời kỳ Soviet.
Sự sụp đổ liên bang Soviet vào năm 1991 gây ra một thảm họa cho Rustavi, khiến cho sự kết nối của thành phố trong nền kinh tế Soviet bị đứt gãy. Phần lớn các nhà máy công nghiệp bị đóng cửa và 65% cư dân bị thất nghiệp, dẫn đến tỉ lệ tội phạm gia tăng và nghèo đói tức thì. Dân số thành phố giảm từ 160,000 vào giữa thập niên 1990 còn 116,000 vào năm 2002 khi mà cư dân tiếp tục di cư kiếm việc làm.
Nghệ sĩ New York Greg Lindquist (b. 1979) đã ghi nhập hình ảnh các nhà máy đổ nát của Rustavi trong các bức tranh và tác phẩm của ông, trong cuộc triển lãm "Nonpasts" năm 2010. Lindquist cũng làm việc với các đối tác Georgia, như nghệ sĩ Gio Sumbadze (b. 1976), trong một dự án phản ảnh hiện thực xã hội, văn hóa và chính trị của kiến trúc đương đại. Năm 2010, Quỹ Laura Palmer tổ chức một cuộc triển lãm tại tòa nhà Bộ Giao thông (Tbilisi Roads Ministry Building) trong đó Lindquist và Sumbadze treo các bức tranh miêu tả lịch sử hệ thống giao thông của Georgia. Tạp chí BOMB interview Lưu trữ ngày 6 tháng 11 năm 2011 tại Wayback Machine with La Toya Frazier for the exhibition "Planet of Slums" addresses many of the complexities of Lindquist's work in the Cộng hòa Georgia.